# فيكتور فاريلا
فيكتور فاريلا هو ملحن سويدي، ولد في 20 ديسمبر 1955.